# Списък с епизоди на „Дък Доджърс“
Това е списъкът с епизоди на анимационния сериал „Дък Доджърс“ с оригиналните дати на излъчване в САЩ и България.

## Сезон 1
| Номер | Заглавие                                              | Първо излъчване в САЩ | Първо излъчване в България |
| ----- | ----------------------------------------------------- | --------------------- | -------------------------- |
| 01    | „Процесът срещу Дък Доджърс / Големи лазещи грозници“ | 23 август 2003 г.     | 12 май 2007 г.             |
| 02    | „Мнимиият приятел / Бързият и пернатият“              | 30 август 2003 г.     | 19 май 2007 г.             |
| 03    | „Кой е измамен? / Шпионинът, който не ме обичаше“     | 6 септември 2003 г.   | 26 май 2007 г.             |
| 04    | „Дърт Доджърс / Къде е бебето мъдрец?“                | 13 септември 2003 г.  | 2 юни 2007 г.              |
| 05    | „Ще те пипна, Дебеланко! / Патокът арестант“          | 20 септември 2003 г.  | 9 юни 2007 г.              |
| 06    | „K-9 на голф / Прасе в акция“                         | 27 септември 2003 г.  | 16 юни 2007 г.             |
| 07    | „Разбий ги, Доджърс“                                  | 4 октомври 2003 г.    | 23 юни 2007 г.             |
| 08    | „Гневът на Канаста / Откраднаха мозъка на Доджърс“    | 11 октомври 2003 г.   | 30 юни 2007 г.             |
| 09    | „Зеленият фенер“                                      | 18 октомври 2003 г.   | 7 юли 2007 г.              |
| 10    | „Паток куотърбек / Да обикнеш паток“                  | 25 октомври 2003 г.   | 14 юли 2007 г.             |
| 11    | „Ура за планетата Холивуд“                            | 4 ноември 2003 г.     | 21 юли 2007 г.             |
| 12    | „Марсиянската кралица е бясна / Обратно в академията“ | 8 ноември 2003 г.     | 28 юли 2007 г.             |
| 13    | „Твоят враг / Оттеглянето“                            | 15 ноември 2003 г.    | 4 август 2007 г.           |

## Сезон 2
| Номер | Заглавие                                               | Първо излъчване в САЩ | Първо излъчване в България |
| ----- | ------------------------------------------------------ | --------------------- | -------------------------- |
| 14    | „Планетата на прасетата“                               | 14 август 2004 г.     | 11 август 2007 г.          |
| 15    | „Обиднос Прекъсватос / Сърдит домашен любимец“         | 14 август 2004 г.     | 18 август 2007 г.          |
| 16    | „Атаката на Маскирания / K-9 на лов“                   | 14 август 2004 г.     | 25 август 2007 г.          |
| 17    | „Вечерта на талантите / Бащина любов“                  | 14 август 2004 г.     | 1 септември 2007 г.        |
| 18    | „Новият кадет / Патокът любовник“                      | 14 август 2004 г.     | 8 септември 2007 г.        |
| 19    | „Фъд“                                                  | 14 август 2004 г.     | 15 септември 2007 г.       |
| 20    | „Знакът на Хоро / Всевиждащ паток, хора!“              | 7 януари 2005 г.      | 22 септември 2007 г.       |
| 21    | „В смъртоносна схватка / Доджърс – развенчан“          | 14 януари 2005 г.     | 29 септември 2007 г.       |
| 22    | „Виртуален свят / Старият Макдоджърс“                  | 21 януари 2005 г.     | 6 октомври 2007 г.         |
| 23    | „Да возиш Дива / Замъкът на Хай“                       | 28 януари 2005 г.     | 13 октомври 2007 г.        |
| 24    | „Звездите на сърфа / Самурай Квак“                     | 4 февруари 2005 г.    | 20 октомври 2007 г.        |
| 25    | „Разбирате, че това означава война – първа част“       | 25 февруари 2005 г.   | 27 октомври 2007 г.        |
| 26    | „Разбирате, че това означава война и мир – втора част“ | 25 февруари 2005 г.   | 3 ноември 2007 г.          |

## Сезон 3
| Номер | Заглавие | Първо излъчване в САЩ | Първо излъчване в България |
| ----- | --- | --------------------- | -------------------------- |
| 27    | „Докато ористта ни раздели“ | 11 март 2005 г.       | 10 ноември 2007 г.         |
| 28    | „Обладан от злодей / Само ние двамата“ | 18 март 2005 г.       | 17 ноември 2007 г.         |
| 29    | „Грешката е в децата / Печелиш, губиш или патиш“ | 8 април 2005 г.       | 24 ноември 2007 г.         |
| 30    | „Глиган за дразнене / Здравословно прочистване“ | 15 април 2005 г.      | 1 декември 2007 г.         |
| 31    | „Най-добрият и най-лошият капитан / Животоматика“ | 22 април 2005 г.      | 8 декември 2007 г.         |
| 32    | „Диамантеният Буги / Точно по план“ | 16 септември 2005 г.  | 15 декември 2007 г.        |
| 33    | „Паток за шест уазилиона долара“ | 23 септември 2005 г.  | 29 декември 2007 г.        |
| 34    | „На косъм от войната / Музиката на раздора“ | 30 септември 2005 г.  | 5 януари 2008 г.           |
| 35    | „Добър лов на патици / Консумацията – прекъсната“ | 7 октомври 2005 г.    | 12 януари 2008 г.          |
| 36    | „Патешки мозък“ | 14 октомври 2005 г.   | 19 януари 2008 г.          |
| 37    | „Учител и мъчител / Престъпни фамилии“ Любопитно: При първото си излъчване в България, епизодът „Учител и мъчител“ бива прекъснат заради технически проблем, след няколко минути е пуснат отначало, но пак е прекъснат и след това е пуснат само краят му. | 21 октомври 2005 г.   | 26 януари 2008 г.          |
| 38    | „В космоса няма кой да чуе рока / Съпровождащо бедствие“ | 4 ноември 2005 г.     | 2 февруари 2008 г.         |
| 39    | „Герой, бонафиде: Капитан Дък Доджърс“ | 11 ноември 2005 г.    | 9 февруари 2008 г.         |